# Mavinahalli, Sakleshpur
Mavinahalli là một làng thuộc tehsil Sakleshpur, huyện Hassan, bang Karnataka, Ấn Độ.